# ایلیورونگ
ایلیورونگ (به لاتین: Iliwerung) یک کوه و آتشفشان در اندونزی است که در سوندای شرقی واقع شده‌است. ایلیورونگ ۱٬۰۱۸ متر بالاتر از سطح دریا واقع شده‌است.